# Grønlandsvisen
Grønlandsvisen er et sangnummer som oprindeligt blev fremført af den danske revykunstner Frederik Jensen. 
Grønlandsvisen, som også går under navnet Besøget paa Grønland, blev fremført af Jensen som viktualiehandler Rasmus Flomme i farsen Sørens Far har Penge på Nørrebros Teater i 1921. Den handler om kongeskibets besøg i Thule med indfødte og de oppdagelsesreisende Peter Freuchen og Knud Rasmussen. 
Sangen, som oprindeligt hed Tic-ti tic-tage er en foxtrot med originalmusik af den italienske komponist Gaetano Lama. Den danske tekst er af Thorsten Larsen. I 1947 pladedebuterede nordmændende Kurt Foss og Reidar Bøe med Grønlandsvisa, en norsk, forkortet version af samme sang.

## Eksterne links
- Frank Znort Quartet synger Grønlandsvisa, youtube.com

| Portal | Portal:Danmark |